# 高平陵の変
高平陵の変（こうへいりょうのへん）は、中国三国時代の249年に、魏で起きた大規模な政変。司馬懿はクーデターを起こして曹爽一派を誅滅し、魏朝廷における権力をほぼ掌握した。この事件をきっかけに、司馬一族の権勢は皇帝を凌ぐほどとなり、実質的に晋王朝の基礎を作る事件となった。正始政変とも呼ばれる。

## 前史
239年1月、病により重篤に陥っていた明帝曹叡は、有事に備えるため次代の帝の曹芳の補佐役を選定した（曹芳は当時8歳であった）。曹叡は、燕王曹宇（曹操の子で、曹叡の叔父にあたる）を大将軍に任じ後事を託そうと考えていたが、劉放と孫資ら側近の反対を受け、最終的に曹爽（曹真の長男）と司馬懿の2人を曹芳の後見人として立てることとした。
まもなく曹叡は崩御し、遺体は高平陵に葬られた。予定通り曹芳が後を継ぐと、政務に関しては曹爽と司馬懿が取り仕切ることとなり、剣履上殿（剣を帯び、靴を履いたままの昇殿が許される）・入朝不趨（朝廷内で小走りに走らなくとも咎められない）・謁賛不名（皇帝に目通りする際に実名を呼ばれない）という3つの特権を与えられた。曹爽は当初、司馬懿に対して父親に等しい態度で友好的に接していたが、側近である何晏らの提言で権力独占を画策するようになる。曹爽は皇帝に進言し、司馬懿を太傅（三公より地位は上であるが、政治的実権はなく、事実上の名誉職であった）に祭り上げ、その権力を押さえ込もうとした。しかし、長きにわたり数々の功績を挙げてきた司馬懿の軍事的実績は重く、その軍権を取り除くことは出来なかった。司馬懿は依然として対蜀漢の最前線を任されていたため、曹爽が主に内政を執り行い、司馬懿が主に軍事を管轄する形になった。この時点では、表面上は曹爽が年輩の司馬懿を敬っていたため、両者の間に大きな軋轢は見られなかった。
244年（正始5年）、曹爽は大功を立てるため蜀漢への侵攻を企てる。司馬懿は失敗を予期して強く反対したが、曹爽は蜀漢出兵を強権的に行い（興勢の役）、結果的に大失敗に終わり多くの損害を出した。そのため、これ以降両者の対立が表面化することとなった。
曹爽は政治権力をますます自分一人に集約させるようになり、次第に皇帝を蔑ろにするようになった。247年5月、司馬懿はこの状況に身の危険を感じ、持病の悪化と高齢を理由として政務に一切関与しなくなり、自邸に引きこもった。曹爽と何晏は司馬懿が隠居したと聞くと、さらに専横を強め、黄門の張当と密かに共謀して国家転覆を企てんとしたといわれる。司馬懿は密かにこの状況に対し備えをなそうとしたが、曹爽とその側近たちも司馬懿への警戒を怠らなかった。
この時期、曹爽一派の一人である李勝は、荊州刺史に就任した。李勝は曹爽の命を受け、別れの挨拶という名目で司馬懿邸を訪れて様子を探ろうとすると、司馬懿は病が重いふりをして李勝を欺こうとした。李勝が司馬懿と対面すると、司馬懿は下女2人に両脇を支えられ、衣服はずり落ち、薬を飲もうとしてもみなこぼれて胸元を濡らしてしまうというありさまであった。また、司馬懿はわざと李勝の言うことを聞き間違えたり、自らの容態について弱気な発言を繰り返したりした。そのため、李勝は司馬懿がもう長くは持たないであろうと確信した。李勝は司馬懿邸から去った後、曹爽に事の次第を報告し、もはや警戒する必要性はないことを告げた。このため、曹爽らは司馬懿に対する警戒を解き、備えをなさなくなった。

## 政変
249年（正始10年）1月6日、曹芳は明帝の陵墓に参拝するため高平陵に向かい、曹爽とその弟の曹羲も付き従った。大司農の桓範は、洛陽を空けることの危険性を説き、曹爽に従軍を取りやめるよう強く進言したが、曹爽は取りあわなかった。司馬懿は一行が出かけたのを確認すると、すぐさま宮中に参内して郭太后に対し、皇帝をないがしろにして私利私欲な政治を行ったことを理由として曹爽兄弟の地位を剥奪するよう上奏した。司馬懿は郭太后の許可を取り付けると、子の司馬師・弟の司馬孚に洛陽の宮城を制圧するよう命じた。また、郭太后の詔勅を用いて司徒の高柔・太僕の王観の協力を得て、洛陽の曹爽・曹羲の邸宅をそれぞれ制圧させた。高柔には仮節を与え、行大将軍事に任命して曹爽の兵を管轄させた。また王観にも、中領軍を代行させて曹羲の兵を管轄させた。
司馬懿は、曹爽の武器庫を抑えるため、曹爽の屋敷の門前を通りかかった。このとき、曹爽の帳下督である厳世が、楼に登り弓を引いて司馬懿を射殺しようとしたが、孫謙により制止された。厳世は幾度か弓を構えたが、そのたびに孫謙に妨害され、結局弓を射ることはできなかった。
またこのとき、桓範は皇宮を脱出し、曹爽のもとに向かった。蔣済が司馬懿にその事を報告して対処を求めると、司馬懿は「曹爽は内心では桓範を疎んじているし智恵も足りない。桓範が献策を示したとしても、目先の欲にかられてばかりで絶対取り上げはすまい」と言い、桓範を追撃せずに曹爽の元へ行かせた。
司馬懿は洛陽の制圧が完了した後、太尉の蔣済らを自ら統率し兵をまとめて、高平陵より戻ってくる曹芳を出迎えるため洛水の浮橋のほとりに駐屯した。曹爽は、都で変事が起こったことを知ると、皇帝の帰還を留め、屯田兵数千人余りを徴発して攻撃に備え、伊水の南に陣を張った。
司馬懿は上奏文をしたため、皇帝に渡すため曹爽らの駐屯地へ使者を送った。上奏文の内容は

「大将軍曹爽は、先帝の遺命に背き、国法を乱しております。要職には全て自分の息のかかった者を置き、建国以来国のために尽くしてきた者はみな退けられました。その専横ぶりは日ましに看過しがたいものとなっており、天下の人々もこの暴虐ぶりに恐れを抱いております。群臣はみな、曹爽には陛下をないがしろにする心があるため、彼に兵権に預けるべきではないと考えております。皇太后にその旨を上奏致しましたところ、皇太后はそのようにせよと勅せられました。私はすぐに命令を下して曹爽・曹羲らのもとに置かれた軍隊を没収し、曹爽らを解任して元の官位に戻しました。私は病をおして軍を率い、洛水の浮橋に拠り、急事に備え控えております。もし陛下のご帰還を阻む者があれば、軍法に照らして処断致します。どうか陛下、彼らに対する処遇をご決断ください。」

というものであった。だが曹爽は、この上奏文を皇帝に取り次がなかった。
曹爽の陣営にたどり着いた桓範は、許昌に向かい皇帝を擁して再起を図るよう献策を行ったが、曹爽は失敗を恐れて渋るばかりであった。桓範は曹爽の弟の曹羲にも決起を勧めたが、曹爽兄弟は結局どちらも決断することはできなかった。
曹爽は夜を待ってから、侍中の許允と尚書の陳泰を司馬懿のもとに伺わせ、状況を探らせた。司馬懿は、曹爽が行った過ちを列挙し詰責を行っていたが、曹爽の処分を免官までで留めており、命まで奪おうというものではなかった。陳泰は陣営に戻るとこれを曹爽に報告し、上奏文を皇帝に取り次ぐよう勧めた。司馬懿はまた、曹爽が信頼していた殿中校尉の尹大目を送り込んで曹爽を説得させた。尹大目が洛水の方角を指さして誓い立てたところ、曹爽はこれを信用しようという気になった。桓範らは過去の故事成句を引用して必死の思いでそれを諫めたが、曹爽はとうとうそれに従うことができなかった。曹爽は「司馬仲達殿はただ私の権勢を奪いたいと思っているだけだ。私は、解任されはしたものの侯のままでいられるのだから、裕福に生きることはできるだろう」と言った。桓範は、曹爽兄弟の見通しの甘さを嘆き、自らも罪に問われることを覚悟し、連座による一族滅亡を嘆いたという。曹爽はその後すぐに司馬懿の上奏文を皇帝に取り次いだ。こうして曹爽は戦わずして司馬懿に降伏した。

## その後
司馬懿は、曹爽本人やその一族に対して謹慎処分を言い渡し、食事の買い出しすら制限するほどの軟禁状態で監視下に置いた。そして政変から4日が経過した1月10日、曹爽の内通者である張当が反逆を計画していたことを自白したため、曹爽らは謀反の企みがあったとして処刑されることとなった。蔣済は、曹真の勲功を祀る者を絶やしてはならないと諌めたが、司馬懿はそれを認めなかった。結局曹爽は一族郎党もろとも死罪となり、曹爽らの徒党である何晏・丁謐・鄧颺・畢軌・李勝・桓範らも、捕らえられて誅殺された。
曹爽の側近の中には、処刑を免れ免罪された者もいた。曹爽の司馬の魯芝と主簿の楊綜は、政変が起こったとき、関所を破って曹爽のもとに馳せ参じていた。曹爽が降伏勧告を受け入れ罪に服そうとすると、魯芝と楊綜は泣いて諫めた「天子を連れ、許昌まで逃れるのです。そこで各地の兵に皇帝の勅命により司馬懿を討てと檄文を飛ばして下さい。従わぬ者がありましょうか。それなのにむざむざ死罪を甘受されるとは、なんといたましいことでしょうか」。曹爽が降伏した後、官吏は魯芝と楊綜を捕らえて処罰するよう奏上した。だが、この件にとても感心した司馬懿は、彼らを主君に仕える者の鑑であると言って、罪には問わなかった。
249年2月、曹芳は司馬懿を丞相に任じ、潁川郡の繁昌・鄢陵・新汲・父城を増封し、以前からの8県と合わせて2万戸を領有することとなった。さらに九錫の礼を加えられ、朝政において拝礼せぬことを許された。丞相の位については固辞したが、司馬懿の権力は皇帝をも超えるものとなった。司馬懿は2年後の251年に死去するが、彼の死後もその大権は、子の司馬師・司馬昭らに引き継がれていった。だが、司馬氏一族による専横は周囲の反発を招くこととなり、国内では後に幾度も大規模な反乱が巻き起こることになる（寿春三叛）。